# Solvay-Werk (Buchenau)
Das Solvay-Werk (Buchenau) war ein deutsch-belgisches Industrieunternehmen in Buchenau bei Eisenach in Thüringen zur großtechnischen Herstellung von Soda.

## Geschichte
Im Jahre 1909 ließ der Creuzburger Kommerzienrat von Dreyse ein geologisches Gutachten über die Kalisalzlagerstätten in der Flur von Buchenau erstellen. Der Unternehmer beabsichtigte, bei Creuzburg eine Sodafabrik errichten zu lassen.
1910 gründete von Dreyse formell die Dreyse-Soda-Werke AG. Grundlage waren insgesamt 23,3 km² Grubenfelder und Bohrlöcher in den Mihlaer Ortsteilen Ebenau, Buchenau, Hahnroda, Eschenborn und Freitagszella. Es war beabsichtigt, das in einer Mächtigkeit von etwa 20 Meter erbohrte Steinsalz durch ein Nassverfahren zu fördern und industriell verwertbare Salze und Minerale zu erzeugen.
Der Aufbau des Werkes wurde jedoch durch ungeklärte technische Details und fehlende Genehmigungen über zwei Jahrzehnte verzögert, insbesondere, da eine hinreichende Konzession zur erforderlichen Einleitung der Betriebsabwässer in die Werra nicht erteilt wurde. Inzwischen hatte von Dreyse Aktienanteile veräußert; ab 1922 lag die Leitung des Baus in den Händen der Werrawerke AG Eisenach – überwiegend im Besitz der Lautzenthal-Glashütten GmbH in St. Ingbert.
Der Aufbau der komplexen Industrieanlage stockte häufig und die bereits am Werkstandort Buchenau geförderten Kali- und Sodasalze reichten nicht für den langfristigen wirtschaftlichen Betrieb aus.
Am gegenüberliegenden Ufer der Werra wurden daher weitere Lagerstätten erschlossen, die wassergelöste Sole wurde über Rohrleitungen über drei Rohrbrücken in das Werksgelände transportiert. Noch heute findet man am Hang des Sandholz zahlreiche Fundamente der ehemaligen Bohrtürme und Pumpstationen. Erst 1927 nahm das Sodawerk Buchenau den Betrieb auf. Die baulichen Veränderungen im Verlauf der 1930er Jahre betrafen die Eröffnung eines Kalksteinbruchs bei Ebenau, die Anlage einer Werksbahn zum Steinbruch 1931, die Anlage von Klärteichen und der Bau eines zweiten, 55 Meter hohen Schornsteins im Jahr 1933. Per Eisenbahntransport wurde das Werk mit Braunkohle versorgt, im Kesselhaus erzeugte ein Stromgenerator unabhängig vom Überlandnetz die Elektroenergie für die zahlreichen Pumpen und technischen Apparate. Zu diesem Großbetrieb pendelten täglich etwa 200 bis 300 Arbeiter aus dem Umland mit der Eisenbahn. Das im Werk erzeugte Soda wurde ebenfalls per Güterwagen abtransportiert.
Die belgische Aktiengesellschaft Solvay & Cie. mit Hauptsitz in Brüssel besaß die Mehrheit der Aktien des Unternehmens. Durch die Teilung Deutschlands nach Ende des Zweiten Weltkriegs wurde das Werk Bernburg, das bis dahin Verwaltungssitz der deutschen Solvay-Werke war, von den Machthabern der Sowjetischen Besatzungszone enteignet und in den Volkseigenen Betrieb „Vereinigte Soda-Werke Bernburg-Staßfurt“ überführt.
Neuer Hauptsitz der westdeutschen Solvay-Werke wurde der Standort Solingen. Der Versuch, dem Unternehmen eine Verstrickung in den I.G. Farben-Konzern nachzuweisen, um so eine gerichtliche Handhabe zur Enteignung wegen der Beteiligung an Kriegsverbrechen zu haben, misslang. 1950 wurde durch die DEFA ein Spionagefilm mit dem Titel Geheimakten Solvay produziert, der angebliche Spionageaktivitäten zum Gegenstand hatte. 1954 übernahm das Unternehmen die Aktienmehrheit der in Hannover ansässigen Kali Chemie AG und damit auch deren Produktionsstätten, unter anderem mit den Werken in Bad Wimpfen, Heilbronn, Neustadt am Rübenberge und Nienburg/Weser sowie dem Standort der Hauptverwaltung in Hannover.
Das Sodawerk Buchenau entwickelte sich zu einem bedeutenden leistungsstarken Betrieb in der Sodaherstellung mit einer stetig wachsenden Tagesproduktion: 1929: 40 Tonnen, 1940: 801 Tonnen und 1955: 2000 Tonnen. Im Oktober 1968 wurde auf Beschluss der staatlichen Wirtschaftsführung der DDR die Sodaproduktion eingestellt, das Werk und die Gleisanlagen von Buchenau bis Wartha wurden demontiert.
Die Wohn- und Verwaltungsgebäude sowie ein Schornstein blieben erhalten und wurden vom Automobilwerk Eisenach übernommen. 1991 erhielt die Solvay AG Deutschland von der Treuhandanstalt das Werk Bernburg und die Immobilien in Buchenau zurück.